# Lilica Boal
Maria da Luz Freire de Andrade (Tarrafal de Santiago, 1934), más conocida como Lilica Boal, es una historiadora, filósofa, maestra y activista antifascista caboverdiana que luchó por la independencia de Guinea-Bisáu y Cabo Verde y contra la dictadura Estado Nuevo. Fue la primera mujer diputada caboverdiana, siendo también la única figura femenina en la primera legislatura de la Asamblea Nacional de Cabo Verde.

## Trayectoria
Es hija de padres mercantes, Eulália Andrade, conocida como Nha Beba, y José Freire Andrade, conocido como Nho Papacho. Vivió en Tarrafal hasta los 11 años y después fue a la Isla de São Vicente, al Liceo Gil Eanes. Más tarde llegó a Portugal, y en Braga completó sexto y séptimo año de su educación básica. Estudió en la Facultad de Letras de Filosofía e Historia de la Universidad de Coímbra. En esa etapa comenzó su relación con el angoleño Manuel Boal, con quien se casó en 1958. Cuando se mudó a Lisboa, se matriculó en historia y filosofía de la Universidad de Lisboa. Allí comenzó a frecuentar la institución estatal estudiantil la Casa de los Estudiantes del Imperio, en la que se discutía la situación que afrontaban diferentes países africanos y su papel en la lucha por la liberación. En ese periodo, Lilica Boal comenzó a identificarse con los ideales de liberación.
En junio de 1961 regresó al continente africano, junto con otros estudiantes de ese continente, con el objetivo de luchar por la independencia en otros lugares, en una "fuga hacia la lucha", como proclamaban. Esta fuga fue clandestina, y pasó por Oporto, San Sebastián, ciudad en la que estuvieron detenidos durante 48 horas, Francia, Alemania y finalmente aterrizaron en Ghana. Trabajó en la Oficina del Partido Africano para la Independencia de Guinea y Cabo Verde (PAIGC) en Dakar, Senegal. Contactó con la comunidad caboverdiana para discutir y conseguir su movilización ante la posibilidad de luchar por su independencia. En Senegal también trató a los heridos de guerra que llegaron a través de Ziguinchor, en la frontera. En Conakri, Guinea, colaboró en el reciclaje y capacitación de maestros durante el periodo de vacaciones.
Por invitación de Amílcar Cabral, en 1969 asumió el cargo de Directora de la Escuela de Pilotos del Partido Africano para la Independencia de Guinea y Cabo Verde (PAIGC), inaugurada en 1965 en Conakri, y cuyo objetivo era acoger a los hijos y huérfanos de los combatientes de la guerra. Boal declaró a la edición portuguesa del diario Público: "Amílcar tenía este tipo de preocupación sobre el género. Afirmaba que la mujer debía luchar por su libertad. Eligió mujeres en todos los sectores de la lucha: educación, salud, información, logística". También fue la responsable de preparar los manuales para esta escuela, ya que los existentes no abordaban la realidad de su país. La búsqueda de los contenidos que se enseñarían la realizó consultando libros de texto escolares de otros países, incluido Senegal, adaptándolos al contexto local.
En esa escuela enseñó portugués, francés e inglés, así como geografía e historia de Guinea y Cabo Verde, con el objetivo de formar a los futuros líderes de estos países. También se otorgaron becas, lo que permitió a muchos estudiantes continuar formándose en Cuba, la Unión Soviética, la República Democrática Alemania o Checoslovaquia. Asimismo, esta escuela tuvo un fuerte apoyo internacional por parte de Cuba, Suecia, Francia, la Unión Soviética y Francia. Boal declaró: "en la Escuela Piloto necesitábamos estar preparados para todo, así que teníamos clases para aprender a manejar armas".
Durante su periodo en la Escuela Piloto, Lilica Boal fue miembro de la Unión Democrática de Mujeres (UDEMO), siendo la responsable de las relaciones internacionales. Participó en reuniones internacionales de mujeres en las que se discutía la situación de las mujeres en África y en el mundo. En estas reuniones internacionales, Lilica Boal también se reunió con personalidades destacadas en su carrera, como Jeanne Martin Cisse, secretaria general de la Unión Revolucionaria de Mujeres de Guinea-Conakri y de la Organización Panafricana de Mujeres; Awa Keita, de Malí, miembro del Comité Constitucional de la República Sudanesa y la primera mujer parlamentaria de Malí, que dirigió la Unión de Mujeres de África Occidental (UFOA); y Valentina Tereshkova, la primera mujer en tripular una nave espacial.
Entre 1974 y 1979, Lilica Boal fue directora del Instituto Amizade do PAIGC, en Guinea-Bissau, y luego pasó a formar parte del Ministerio de Educación como directora general de coordinación, convirtiéndose en la segunda en jerarquía en esa institución. Entre 1979 y finales de 1980, fue directora general de coordinación del Ministerio de Educación de Guinea. En 1980, tras el golpe de Estado de João Bernardo Vieira, regresó a Cabo Verde y trabajó como inspectora general de educación. Posteriormente, comenzó a trabajar en el Instituto de Solidaridad de Cabo Verde hasta su jubilación.

## Trabajo
Fue una de las fundadoras de la Organización de Mujeres de Cabo Verde, donde fue la responsable de sus relaciones internacionales. Esta organización trabajó en las áreas de alfabetización, formación de pequeñas empresas y generación de ingresos, con perspectiva de fomentar la autonomía de las mujeres.

## Reconocimientos
- 20-01-2020 - Sesión de homenaje al Combatiente de la Libertad de la Patria, Lilica Boal, "Día Nacional de los Héroes", Mercado de la Cultura y la Artesanía, en Tarrafal.[8]
- 2015 - Casa da Mensagem, documental de Margarida Mercês de Melo, con audio de António Garcia, producción de Gertrudes Marçal, dirigida por Rafael Abalada Matos y selección musical de Margarida Mercês de Melo. Testimonios de Adriano Moreira, Alberto João Jardim, Fernando Mourão, Fernando França Van-Dúnem, Fernando Vaz, Hélder Martins, João Cravinho, Joaquim Chissano, Lilica Boal, Luís Cilia, Magui Leite Velho Mendo, Manuel Boal, Manuel Videira, Mário Machungo, Miguel Trovoada, Moacyr Rodrigues, Óscar Monteiro, Pedro Pires, Pepetela, Raúl Vaz Bernardo y Ruy Mingas.[9]